# 五百木部全成
五百木部 全成（いおきべ の またなり/うつなり、生没年不詳）は、平安時代前期の貴族、医師。姓は公。

## 経歴
清和朝から陽成朝にかけて侍医を務める。清和朝の貞観10年（868年）外従五位下に叙せられると、のち内位の従五位下となる。陽成朝の元慶2年（878年）尾張権介を兼ねた。

## 官歴
『日本三代実録』による。
- 時期不詳：侍医
- 貞観10年（868年） 正月7日：外従五位下
- 時期不詳：従五位下（内位）
- 元慶2年（878年） 正月11日：兼尾張権介